# باسكال فنسنت (كاتب سيناريو)
باسكال فنسنت (بالفرنسية: Pascal-Alex Vincent)‏ (و. 1967  م) هو كاتب سيناريو، ومخرج أفلام فرنسي، ولد في مونتارغيس.

## التعليم
تعلم في جامعة باريس 3 - السوربون الجديدة
.

## وصلات خارجية
- باسكال فنسنت على موقع IMDb (الإنجليزية)
- باسكال فنسنت على موقع روتن توميتوز (الإنجليزية)
- باسكال فنسنت على موقع ألو سيني (الفرنسية)
- باسكال فنسنت على موقع أول موفي (الإنجليزية)
- باسكال فنسنت على موقع قاعدة بيانات الفيلم (الإنجليزية)
- باسكال فنسنت على موقع كينوبويسك (الروسية)